# Монмен (Верхня Савоя)
Монме́н (фр. Montmin) — колишній муніципалітет у Франції, у регіоні Овернь-Рона-Альпи, департамент Верхня Савоя. Населення — 326 осіб (2011).
Муніципалітет був розташований на відстані близько 450 км на південний схід від Парижа, 115 км на схід від Ліона, 17 км на південний схід від Ансі.

## Історія
До 2015 року муніципалітет перебував у складі регіону Рона-Альпи. Від 1 січня 2016 року належав до нового об'єднаного регіону Овернь-Рона-Альпи.
1 січня 2016 року Монмен і Таллуар було об'єднано в новий муніципалітет Таллуар-Монмен.

## Демографія
Динаміка населення (Cassini ):
Розподіл населення за віком та статтю (2006):
| Стать | Всього | До 15 років | 15-24 | 25-44 | 45-64 | 65-85 | Понад 85 |
| --- | ------ | ----------- | ----- | ----- | ----- | ----- | -------- |
| Чоловіки | 130    | 22          | 8     | 55    | 37    | 8     | 0        |
| Жінки | 147    | 43          | 4     | 48    | 33    | 19    | 0        |
| \| Статево-вікова піраміда \| Статево-вікова піраміда \| Статево-вікова піраміда \| \| ----------------------- \| ----------------------- \| ----------------------- \| \| Чоловіки \| Вік \| Жінки \| \| 0 \| 85 + \| 0 \| \| 0 \| 80-84 \| 4 \| \| 4 \| 75-79 \| 0 \| \| 4 \| 70-74 \| 11 \| \| 0 \| 65-69 \| 4 \| \| 7 \| 60-64 \| 15 \| \| 15 \| 55-59 \| 11 \| \| 0 \| 50-54 \| 7 \| \| 15 \| 45-49 \| 0 \| \| 18 \| 40-44 \| 15 \| \| 15 \| 35-39 \| 4 \| \| 11 \| 30-34 \| 22 \| \| 11 \| 25-29 \| 7 \| \| 4 \| 20-24 \| 0 \| \| 4 \| 15-20 \| 4 \| \| 0 \| 10-14 \| 0 \| \| 4 \| 5-9 \| 25 \| \| 18 \| 0-4 \| 18 \| |        |             |       |       |       |       |          |
| Статево-вікова піраміда |        |             |       |       |       |       |          |
| Чоловіки | Вік    | Жінки       |       |       |       |       |          |
| 0 | 85 +   | 0           |       |       |       |       |          |
| 0 | 80-84  | 4           |       |       |       |       |          |
| 4 | 75-79  | 0           |       |       |       |       |          |
| 4 | 70-74  | 11          |       |       |       |       |          |
| 0 | 65-69  | 4           |       |       |       |       |          |
| 7 | 60-64  | 15          |       |       |       |       |          |
| 15 | 55-59  | 11          |       |       |       |       |          |
| 0 | 50-54  | 7           |       |       |       |       |          |
| 15 | 45-49  | 0           |       |       |       |       |          |
| 18 | 40-44  | 15          |       |       |       |       |          |
| 15 | 35-39  | 4           |       |       |       |       |          |
| 11 | 30-34  | 22          |       |       |       |       |          |
| 11 | 25-29  | 7           |       |       |       |       |          |
| 4 | 20-24  | 0           |       |       |       |       |          |
| 4 | 15-20  | 4           |       |       |       |       |          |
| 0 | 10-14  | 0           |       |       |       |       |          |
| 4 | 5-9    | 25          |       |       |       |       |          |
| 18 | 0-4    | 18          |       |       |       |       |          |

## Економіка
2010 року серед 216 осіб працездатного віку (15—64 років) 173 були активними, 43 — неактивними (показник активності 80,1%, у 1999 році було 70,1%). З 173 активних мешканців працювало 160 осіб (90 чоловіків та 70 жінок), безробітними було 13 (3 чоловіки та 10 жінок). Серед 43 неактивних 8 осіб було учнями чи студентами, 20 — пенсіонерами, 15 були неактивними з інших причин.

У 2010 році в муніципалітеті числилось 133 оподатковані домогосподарства, у яких проживали 332,0 особи, медіана доходів виносила 21 296 євро на одного особоспоживача